# Іванюта Мирослав Максимович
Миросла́в Макси́мович Іваню́та (1932—1999) — український геолог, доктор геолого-мінералогічних наук — 1977, професор — 1983, лауреат Державної премії України в галузі науки і техніки (1991), лауреат Державної премії України в галузі науки і техніки — 1998 (за атлас «Геологія та нафтогазоносність Дніпровсько-Донецької западини»), кавалер ордена «За заслуги» 3-го ступеня — 1997, заслужений працівник науки і техніки України, Почесний розвідник надр.

## Життєпис
Народився в селі Мишковичі — сучасний Тернопільський район, 1955 року з відзнакою закінчив Львівський політехнічний інститут, гірничий інженер-геолог.
Працював геологом у Башкирії, геологорозвідувальні експедиції, від 1961-го — в Українському науково-дослідному геолого-розвідувальному інституті, починав геологом, з 1979 по 1999 рік — директор.
1966 року захистив кандидатську, 1977 — докторську дисертації.
Від 1993 року — президент Української нафтогазової академії.
Вивчав
- промислово-геологічні параметри покладів нафти й газу,
- методику геофізичних досліджень свердловин
- інтерпретації матеріалів геофізичних досліджень нафтогазових свердловин — для визначення характеристик порід колекторів,
- ефективність розвідки, розкриття та випробування продуктивності пластів,
- методи інтенсифікації припливів.

Головний редактор і співавтор атласу «Геологія та нафтогазоносність Дніпровсько-Донецької западини», 1991 і «Атласу родовищ нафти і газу України», 6 томів, 1998.
На громадських засадах завідував кафедрою геології нафти і газу Львівського університету ім. І. Франка.
Як педагог підготував 8 докторів та 30 кандидатів наук.
Брат Ореста Іванюти.
Вийшло друком понад 150 його наукових робіт, в тому числі й монографії.

### Серед робіт
- «Підвищення ефективності відкриття та випрбування нафтогазових пластів», 1973
- «Глибинні геологічні зрізи півдня України, Молдавії та прилягаючих акваторій», 1982
- «Газоконденсатні системи та методи їх вивчення», 1984
- «Тектонічна карта Української та Молдавської РСР (масштаб 1:500)», усі — в співавторстві.